# Nishapur
Nishapur (Neyshâbûr; نیشابور en persa) es una ciudad de 300 000 habitantes en la provincia de Jorasán Razaví, al noreste de Irán. Se sitúa en una llanura fértil al pie del monte Binalud, cerca de la capital regional, Mashhad.

## Historia
Fue fundada durante la dinastía sasánida como Nev-Shahpuhr o Abaršahr. Rápidamente se convirtió la principal ciudad al este de la meseta iraní y un punto de paso clave de la ruta de la seda que conectaba Bagdad con Merv, Herat y Balj. Fue la capital de los tahíridas, con quienes el Gran Jorasán ganó su autonomía del Califato abásida y la ciudad se volvió un centro literario y artístico, estatus que mantuvo con los safáridas y samánidas. Aunque con estos últimos la capital pasó a ser Bujará, Nishapur siguió prosperando con los gaznávidas y selyúcidas. Sin embargo, durante el siglo XII, una serie de terremotos y convulsiones políticas la afectaron seriamente.
La mayoría de su población era musulmana, aunque existían comunidades de cristianos, judíos y zoroastrianos. Los persas constituían la mayoría de la población, aunque existían minorías de árabes y turcos, y aunque cada grupo usaba sus propias lenguas, el idioma árabe parecía ser la lengua literaria. Durante los períodos samánida y gaznávida fue el principal cuartel militar de Jorasán, por lo que estuvo habitada por muchos turcos, ya que estos constituían la mayoría de los soldados. En 1011 la ciudad padeció una hambruna causada por los altos impuestos exigidos por Mahmud de Gazni y que mató hasta 100 000 personas, llevando a la gente a desenterrar a los muertos para comerlos o a matarse en las calles por comida. En 1154 fue saqueada por los turcos oguz. Las crónicas dicen que los turcos mataron a miles de civiles, aunque probablemente se una exageración, saquearon las mezquitas y quemaron las bibliotecas. En 1208 fue duramente afectada por un terremoto.
Se encontraba en una llanura rodeada de montañas y contaba con canales superficiales y subterráneos (qanat) que suministraban de agua a la urbe y las granjas cercanas. Contaba con una ciudadela (kuhandiz), una ciudad intramuros (shahristán) y sus arrabales extramuros (rabad) además de una mezquita del Viernes, un palacio de gobierno y mercados. La ciudadela estaba sobre una plataforma artificial, obra de los samánidas, dinastía que hizo lo mismo en Bujará y Samarcanda. Las familias más pudientes vivían en zonas ajardinadas en el sur y sudoeste o junto al río que fluía por en su lado este, mientras que los más pobres vivían hacinados al noroeste. Un palacio y los cuarteles de los oficiales estaban en el barrio de Shadkyaj, en las afueras de la ciudad. La ciudad era conocida por sus ricas manufacturas textiles y en menor medida por sus herrerías. El emplazamiento moderno de Nishapur se encuentra al noroeste de las ruinas de la ciudad medieval.
En 1221 fue destruida por los mongoles. Hacia 1270 un nuevo terremoto obligó el traslado de la ciudad. Cuando Ibn Battuta la visitó en 1332 había conseguido recuperar su importancia política y económica, quedando bajo el control de Tamerlán en 1381. Como los timúridas favorecieron a ciudades como Herat, Samarcanda y Mashhad, especialmente a esta última, que se volvió la capital religiosa, económica y administrativa de Jorasán. Sin embargo, Nishapur aún era importante cuando Ruy González de Clavijo la visitó en 1404. Un nuevo terremoto al año siguiente forzó a trasladarla nuevamente. A inicios del reinado de Abás el Grande la ciudad fue atacada por los uzbekos y en 1750-1751 sufrió un asedio de seis meses a cargo del pastún Ahmad Shah Durrani. Dejó como gobernador al jefe turco ʿAbbās-qoli Jan, quien hizo esfuerzos por reconstruirla. Aga Muhammad Jan la conquistó en 1796, entrando en una decadencia de la que no se recuperó hasta finales del siglo XX.

## Población
Según el demógrafo Tertius Chandler, en los siglos IV y VI tenía 50 000 habitantes. Como capital de los tahirídas debió superar los 40 000 habitantes y quizás alcanzó los 60 000 en el siglo IX. Al comenzar el siglo X superó los 100 000. Pudo llegar a los 125 000 residentes en su época de esplendor, hacia el año 1000. Esto coincide con estimaciones de que sus murallas tenían 15 000 pasos de largo, lo que supondría que el área intramuros (sharistán) ocupaba 1300 hectáreas y que cada una podría tener hasta 100 habitantes. También menciona que en 1034 la ciudad movilizó hasta 20 000 hombres, lo que supondría unos 120 000 habitantes en total. En 1100 pudo tener 100 000 residentes. Posteriormente, durante el gobierno selyúcida, la urbe decayó en favor de Merv hasta tener 90 000 o menos de 100 000 pobladores hacia 1150, la mitad que su rival, Merv. En 1208, después de un terremoto, su población pudo caer a apenas 80 000 habitantes. Así, Chandler creía que no pudo pasar los 70 000 pobladores en 1220, reducción que coincidiría con el nuevo muro construido tras el terremoto, que apenas medía 6900 pasos de largo.
En cambio, Andrew Watson propuso que Nishapur pudo tener entre cien y quinientos mil habitantes durante ese período. En los años 1970 Richard W. Bulliet creía que pudieron ser entre 100 000 y 200 000, probablemente 150 000 entre los años 800 y 1000, siendo la mayor ciudad de Jorasán. Posteriormente, en los años 2020 propuso un nuevo método basado en la densidad demográfica por hectárea. Bulliet defendió que la Nishapur del año 1000, durante su época de mayor esplendor, abarcaba 1680 hectáreas densamente urbanizadas, es decir, con una densidad de 100 a 200 personas por hectárea según estudios recientes sobre las ciudades islámicas medievales. Considerando que la urbe dedicaba importantes espacios al cultivo de frutas y verduras en su interior, probablemente tendría una población de 110 000 a 220 000 habitantes.
El historiador ruso, Oleg Bolshakov, basado en crónicas del siglo X, estimó que la ciudad tenía un área de 500 hectáreas como mínimo. Lo que significaba que podía albergar una población de 100 000 a 120 000 personas. El historiador británico Clifford Edmund Bosworth estimaba que quizás, a inicios del siglo XI, su población pudo ser de 30 000 a 40 000. Se basaba en el teólogo y funcionario persa Naser Josrow, quien escribió que Nishapur era fácilmente cinco veces menor a Mişr (El Cairo). Además, Bosworth sostiene que Nishapur no necesitaba una población enorme para ser económicamente importante, pues Jerusalén, Trípoli, Lahsa o Ascalón eran consideradas grandes ciudades y ninguna pasaba los 20 000 habitantes en esa época.
Durante su etapa de mayor decadencia, la ciudad pudo tener apenas 15 000 habitantes en 1800, 5000 en 1822, 8000 en 1868  y 10 000 en 1914. A inicios de los años 1970 alcanzaba los 30 000 y a inicios del siglo XXI probablemente alcanzaba los 200 000.

## Monumentos
- Tumba de Omar Jayam.
- Tumba de Farid al Din Attar.

## Celebridades
- Sulamí, místico sufí.
- Omar Jayam, matemático y astrónomo persa.
- Farid al Din Attar, místico del islam y poeta persa, a quien Yalal ad-Din Muhammad Rumi visitó hacia 1219 en Nishapur.
- Hacı Bektaş-ı Veli, místico y filósofo del siglo XIII
- Mohammad Reza Shafiei-Kadkani, poeta, escritor y profesor de literatura persa, conocido por sus críticas literarias.
- Ostad Parviz Meshkatian, célebre compositor e instrumentista del címbalo.
- Heydar Yaghma, poeta iletrado que ha publicado sus obras.

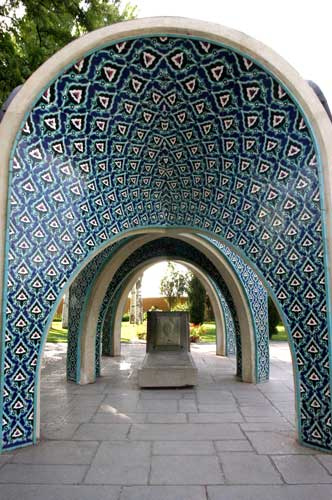
Tumba de Kamal-al-Molk
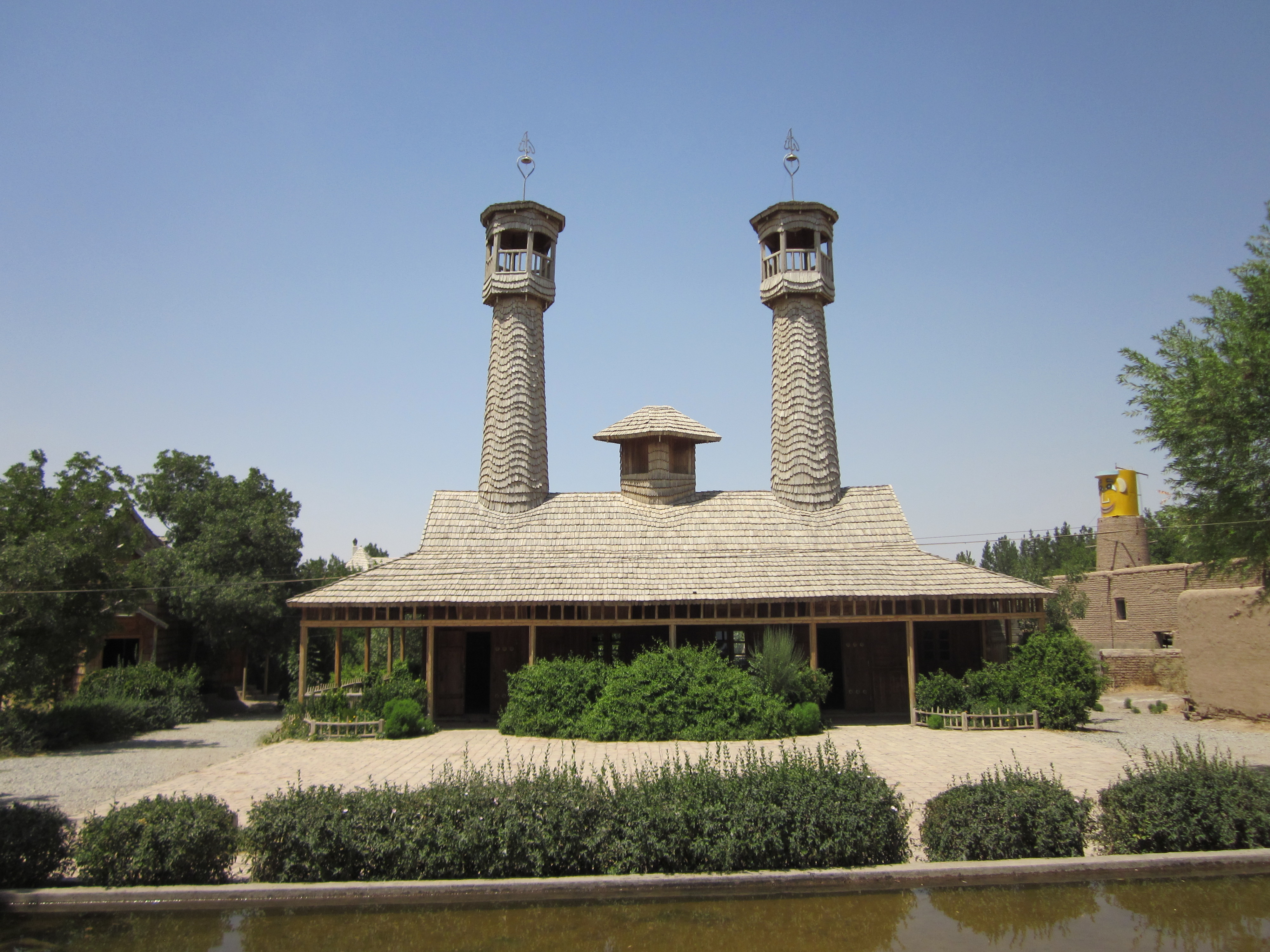
Mezquita de madera situada en el pueblo de madera de Nishapur, un pueblo único en Irán.
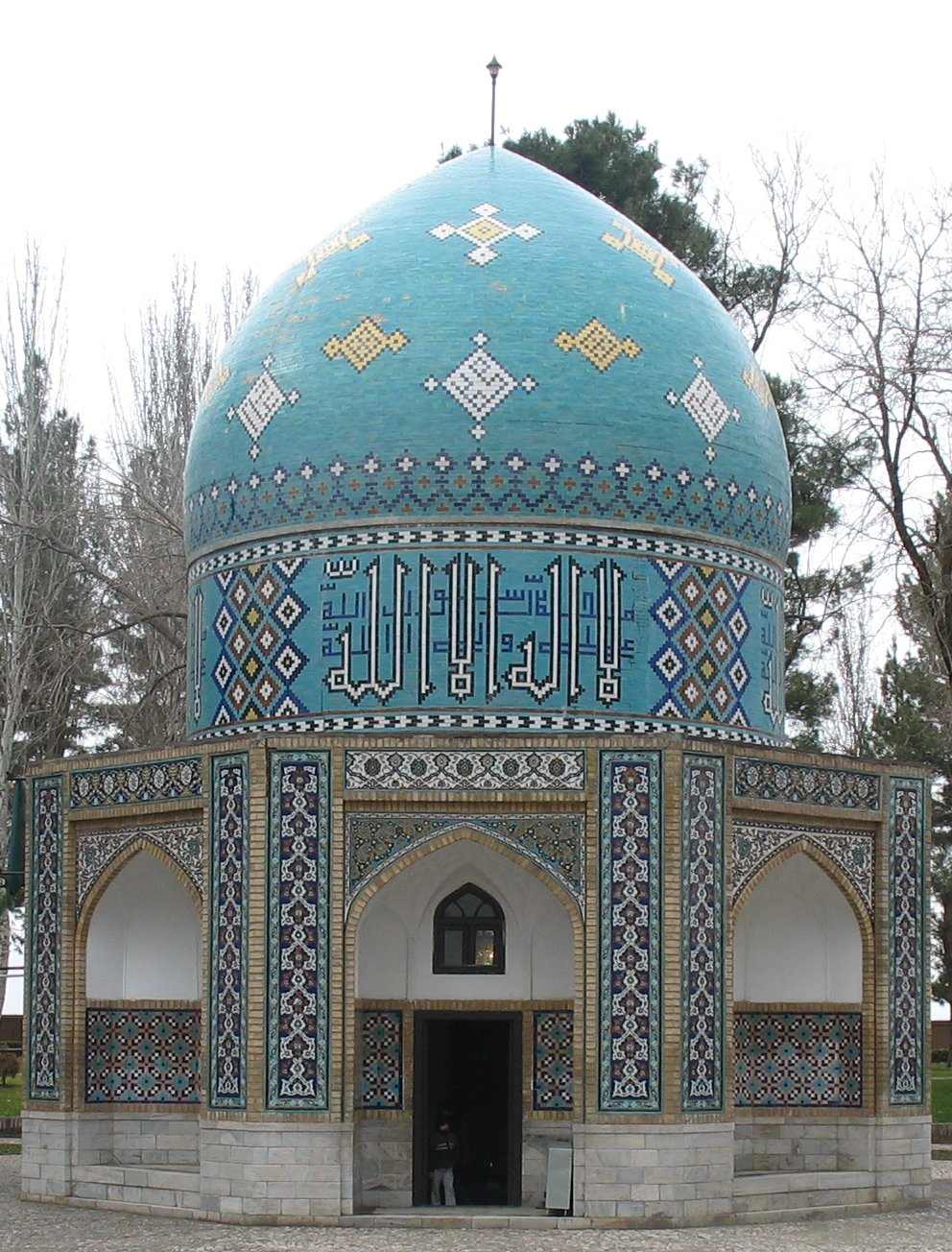
Tumba de Farid al Din Attar en Nishapur.
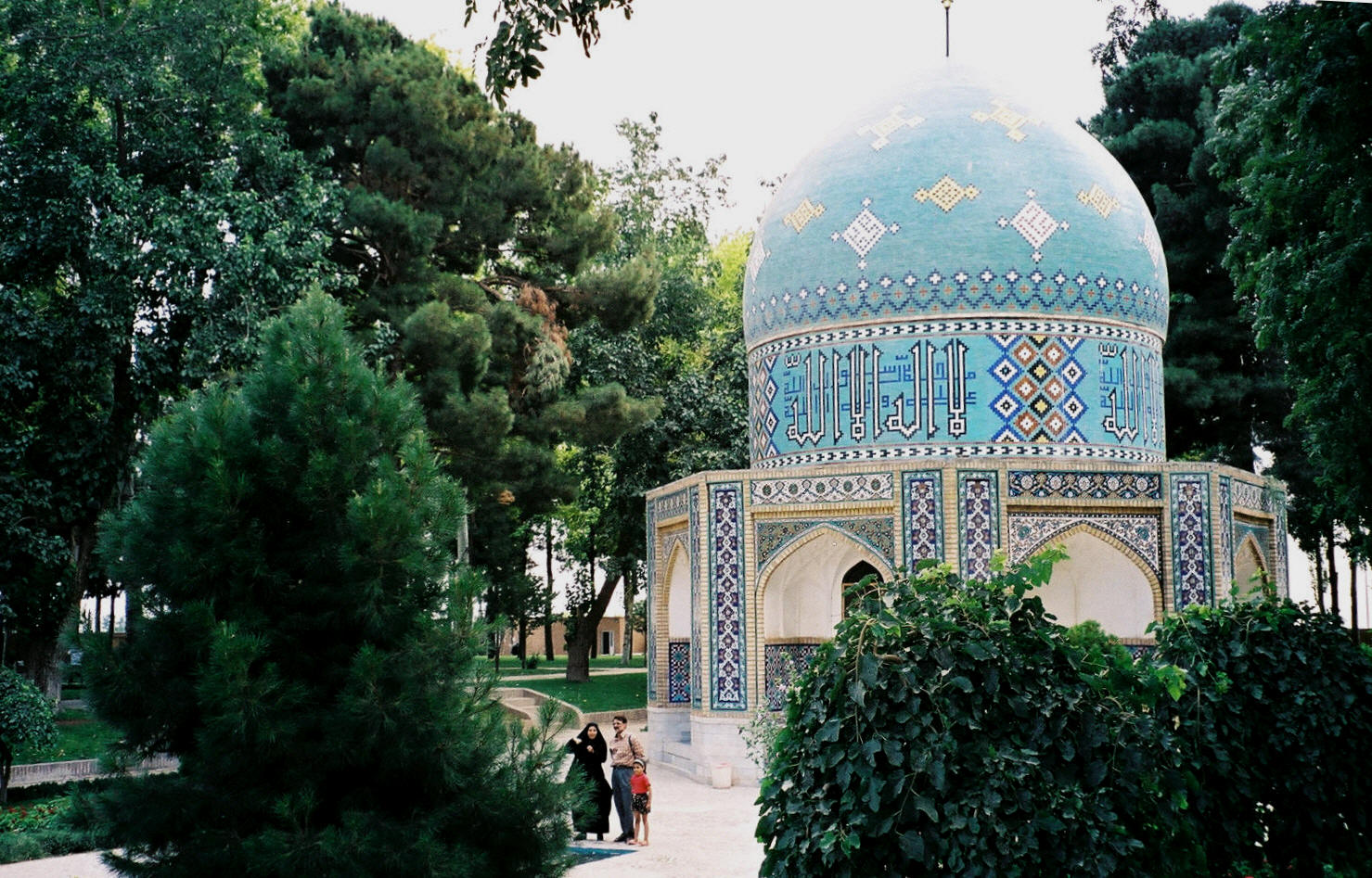
Mausoleo de Farid al Din Attar en Nishapur.
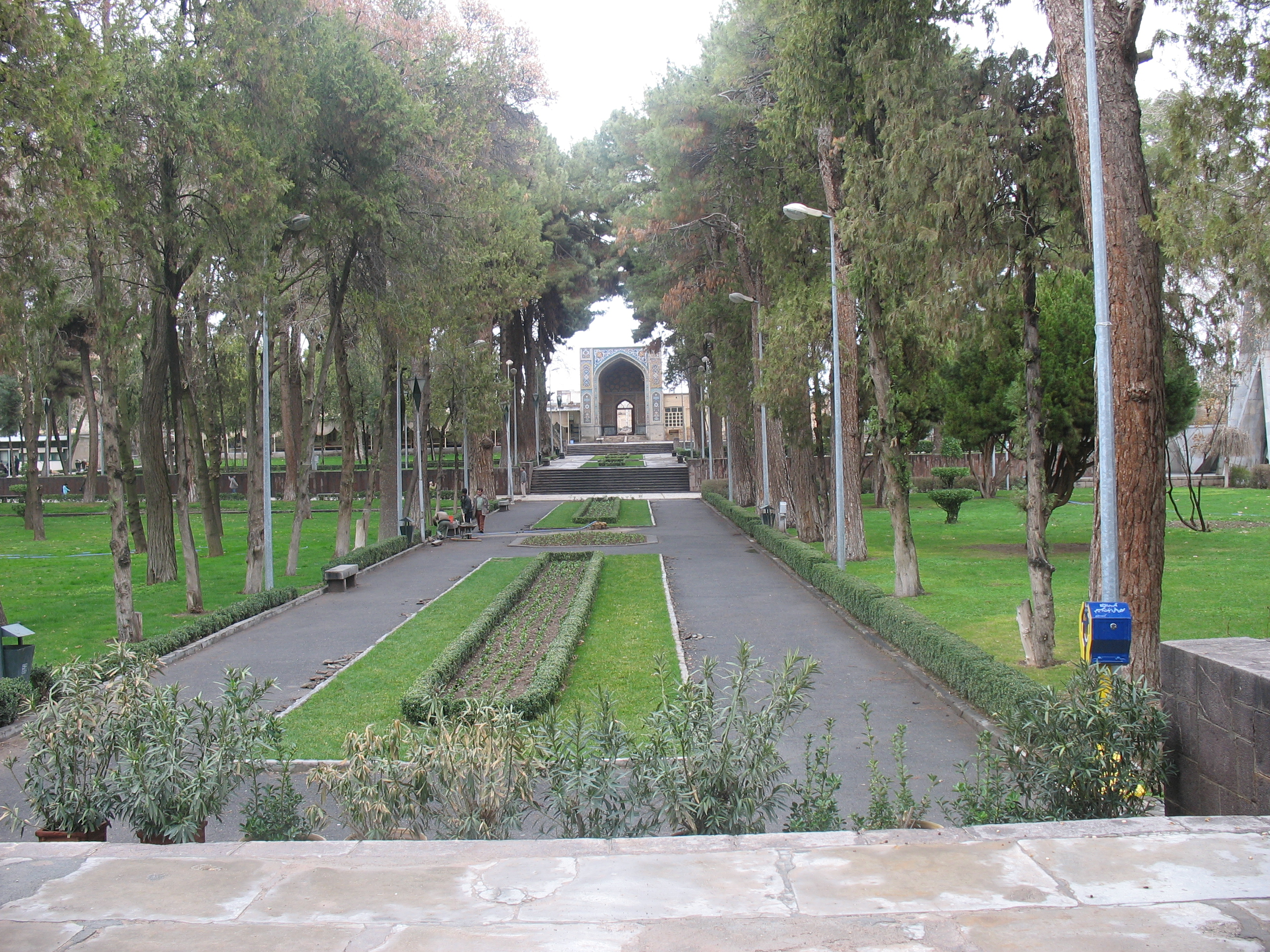
El Jardín de Jayam.

### Primaria
- Al-Istajri. Rutas y reinos. Véase en De Goeje, Michael Jan (1926). «Al-Istakhri, Kitab al-masalik wa-al-mamalik». Bibliotheca Geographorum Arabicorum (BGA). Viae regnorum: descriptio ditionis moslemicae autore Abu Ishák al-Fárisí al-Istakhrí (en árabe) II (2ª edición). Leiden: E. J. Brill.
- Al-Muqaddasi. Las mejores divisiones en el conocimiento de las regiones. Véase en Collins, Basil Anthony (1994). The Best Divisions for Knowledge of the Regions: A Translation of Ahsan Al-taqasim Fi Maʻrifat Al-aqalim (en inglés). Doha: Centre for Muslim Contribution to Civilization. ISBN 9781873938140. Véase también en De Goeje, Michael Jan (1906). Bibliotheca Geographorum Arabicorum (BGA). Descriptio imperii Moslemici auctore Al-Mokaddasi (en árabe) III (2ª edición). Leiden: Brill.
- Naser Josrow. El libro de los viajes. Véase en Thackston, Wheeler McIntosh (1986). Naser-e Khosraw’s Book of Travels (Safarnama) (en inglés). Albany: Bibliotheca Persica. ISBN 9780887060663.
- Qiu Chuji. Los viajes de un alquimista: el viaje del taoísta Ch'ang-Ch'un de China al Hindukush ante el llamamiento de Gengis Kan. Véase en Bretschneider, Emil (1888). «The Travels of Ch'ang Ch'un to the West, 1220-1223, recorded by his disciple Li Chi Ch'ang». Mediæval Researches from Eastern Asiatic Sources (en inglés) (Nueva York: Barnes & Noble) I: 35-108. Véase también en Google Books.

### Secundaria
- Arzhantseva, Irina A.; Armarchuk, Ekaterina A.; Härke, Heinrich (2023). «Beyond the Gate of the Turks: Archaeology around the Aral Sea». Muslims on the Volga in the Viking Age: In the Footsteps of Ibn Fadlan (en inglés). Londres: Bloomsbury Publishing. pp. 149-176. ISBN 9780755618187.
- Bloom, Jonathan M.; Blair, Sheila S. (2009). Grove Encyclopedia of Islamic Art & Architecture: Mosul-Zirid (en inglés) III. Nueva York: Oxford University Press.
- Bolshakov, Oleg G.; Belenitsky, Alexander M.; Bentovich , I. B. (1973). Средневековый город Средней Азии (en ruso). Moscú: Наука.
- Bosworth, Clifford Edmund (1963). The Ghaznavids: their empire in Afghanistan and eastern Iran, 994-1040 (en inglés). Edimburgo: University Press of Edinburgh.
- Bosworth, Clifford Edmund (2001). «The political and dynastic history of the iranian world (A.D. 1000-1217)». The Cambridge History of Iran: The Saljuq and Mongol Periods (en inglés) V. Cambridge: Cambridge University Press. pp. 1-202.
- Bulliet, Richard W. (1972). The patricians of Nishapur; a study in medieval Islamic social history (en inglés). Cambridge: Harvard University Press.
- Bulliet, Richard W. (1976). «Medieval Nishapur: A Topographic and Demographic Reconstruction». Studia Iranica (en inglés) V: 67-89.
- Bulliet, Richard W. (1995). Islam: The View from the Edge (en inglés). Nueva York: Columbia University Press. ISBN 9780231082181.
- Bulliet, Richard W. (2020). «Why Nishapur?».  En David Durand-Guédy; Roy Mottahedeh; Jürgen Paul, ed. Cities of Medieval Iran (en inglés). Leiden: Brill. pp. 100-123. ISBN 978-90-04-43433-2.
- Chandler, Tertius (1987). Four Thousand Years of Urban Growth: An Historical Census (en inglés). Lewiston: St. David's University Press.
- Chandler, Tertius; Fox, Gerald (2013). 3000 Years of Urban Growth (en inglés). Ámsterdam: Elsevier. ISBN 9781483271255.
- Foran, John Francis (1988). Social Structure and Social Change in Iran from 1500 to 1979 (en inglés) II. Berkeley: University of California.
- Gaube, H. (1982). «Abarsahr». Encyclopædia Iranica (en inglés) I (1).
- Griffel, Frank (2021). The Formation of Post-Classical Philosophy in Islam (en inglés). Oxford: Oxford University Press. ISBN 9780190886349.
- Kröger, Jens (1995). Nishapur: Glass of the Early Islamic Period (en inglés). Nueva York: Metropolitan Museum of Art. ISBN 9780870997297.
- Starr, Frederick (2015). Lost Enlightenment. Central Asia's Golden Age from the Arab Conquest to Tamerlane (en inglés). Princeton: Princeton University Press.
- Watson, Andrew M. (1983). Agricultural Innovation in the Early Islamic World: The Diffusion of Crops and Farming Techniques, 700-1100 (en inglés). Nueva York: Cambridge University Press.

| Predecesor: - | Capital del Imperio selyúcida (Persia) 1037-1043 | Sucesor: Rayy |

- Datos: Q131350
- Multimedia: Nishapur / Q131350